# Saint-Illide
 Saint-Illide  es una población y comuna francesa, situada en la región de Auvernia, departamento de Cantal, en el distrito de Aurillac y cantón de Saint-Cernin.

## Demografía
| 1025 | 959 | 802 | 717 | 701 | 668 |
| Para los censos de 1962 a 1999 la población legal corresponde a la población sin duplicidades (Fuente: INSEE [Consultar]) |     |     |     |     |     |